# Evie Dominikovic
Evie Dominikovic (née le 29 mai 1980 à Sydney) est une joueuse de tennis australienne, professionnelle depuis février 1997.
Elle a atteint le 64e rang mondial le 10 septembre 2001 et le 52e en double le 5 août 2002.
À trois occasions, elle a joué le 3e tour dans une épreuve du Grand Chelem :
- En 2001 à l'Open d'Australie (battue par Rita Grande)
- En 2002 à Roland Garros (battue par Jennifer Capriati)
- En 2003 à l'Open d'Australie (battue par Denisa Chládková)

Pendant sa carrière, elle a gagné 1 titre WTA en double.

## Palmarès

### Titre en double dames
| No | Date       | Nom et lieu du tournoi      | Catégorie | Dotation  | Surface    | Partenaire          | Finalistes               | Score          |          |
| -- | ---------- | --------------------------- | --------- | --------- | ---------- | ------------------- | ------------------------ | -------------- | -------- |
| 1  | 24/09/2001 | Wismilak International Bali | Tier III  | 170 000 $ | Dur (ext.) | Tamarine Tanasugarn | Janet Lee Wynne Prakusya | 6-74, 6-2, 6-3 | Parcours |

### Finale en double dames
| No | Date       | Nom et lieu du tournoi | Catégorie | Dotation  | Surface    | Vainqueures                  | Partenaire          | Score    |          |
| -- | ---------- | ---------------------- | --------- | --------- | ---------- | ---------------------------- | ------------------- | -------- | -------- |
| 1  | 08/10/2001 | Kiwi Open Shanghai     | Tier IV   | 140 000 $ | Dur (ext.) | Liezel Huber Lenka Němečková | Tamarine Tanasugarn | 6-0, 7-5 | Parcours |

## Parcours en Grand Chelem

### En simple dames
| Année | Open d'Australie | Open d'Australie  | Internationaux de France | Internationaux de France | Wimbledon       | Wimbledon       | US Open        | US Open           |
| ----- | ---------------- | ----------------- | ------------------------ | ------------------------ | --------------- | --------------- | -------------- | ----------------- |
| 1997  | 1er tour (1/64)  | Larisa Neiland    | -                        | -                        | -               | -               | -              | -                 |
| 1998  | 1er tour (1/64)  | Åsa Svensson      | -                        | -                        | -               | -               | -              | -                 |
| 1999  | 1er tour (1/64)  | Jennifer Capriati | -                        | -                        | -               | -               | -              | -                 |
| 2000  | 1er tour (1/64)  | Émilie Loit       | -                        | -                        | -               | -               | -              | -                 |
| 2001  | 3e tour (1/16)   | Rita Grande       | 1er tour (1/64)          | Tatiana Poutchek         | 1er tour (1/64) | Anke Huber      | 2e tour (1/32) | Jennifer Capriati |
| 2002  | 1er tour (1/64)  | Åsa Svensson      | 3e tour (1/16)           | Jennifer Capriati        | 1er tour (1/64) | Serena Williams | -              | -                 |
| 2003  | 3e tour (1/16)   | Denisa Chládková  | 2e tour (1/32)           | Venus Williams           | 1er tour (1/64) | Vera Zvonareva  | -              | -                 |
| 2004  | 2e tour (1/32)   | Laura Granville   | -                        | -                        | -               | -               | -              | -                 |
| 2005  | 2e tour (1/32)   | Elena Likhovtseva | 1er tour (1/64)          | Amélie Mauresmo          | 1er tour (1/64) | Aiko Nakamura   | -              | -                 |

À droite du résultat, l’ultime adversaire.

### En double dames
| Année | Open d'Australie               | Open d'Australie        | Internationaux de France     | Internationaux de France   | Wimbledon                     | Wimbledon                  | US Open                       | US Open                 |
| ----- | ------------------------------ | ----------------------- | ---------------------------- | -------------------------- | ----------------------------- | -------------------------- | ----------------------------- | ----------------------- |
| 1998  | 1er tour (1/32) Siobhan Drake  | S. Reeves Meilen Tu     | -                            | -                          | -                             | -                          | -                             | -                       |
| 1999  | 1er tour (1/32) Cindy Watson   | L. Neiland A. Sánchez   | -                            | -                          | -                             | -                          | -                             | -                       |
| 2000  | 1er tour (1/32) A. Grahame     | C. Cristea R. Dragomir  | -                            | -                          | -                             | -                          | -                             | -                       |
| 2001  | 2e tour (1/16) Justine Henin   | V. Ruano Paola Suárez   | 1er tour (1/32) R. Kolbovic  | A. Heitz Le bescond        | -                             | -                          | 3e tour (1/8) Marissa Irvin   | Cara Black Likhovtseva  |
| 2002  | 1er tour (1/32) Marissa Irvin  | Silvia Farina B. Schett | 2e tour (1/16) Marissa Irvin | Nicole Arendt Liezel Huber | 2e tour (1/16) Jessica Steck  | Lisa Raymond Rennae Stubbs | 1er tour (1/32) Jessica Steck | L. Granville J. Hopkins |
| 2003  | 1er tour (1/32) B. Stewart     | S. Asagoe Nana Miyagi   | 2e tour (1/16) Nicole Arendt | Maja Matevžič H. Nagyová   | 1er tour (1/32) Nicole Arendt | Petra Mandula P. Wartusch  | 1er tour (1/32) K. Boogert    | S. Asagoe Nana Miyagi   |
| 2004  | 1er tour (1/32) A. Rodionova   | S. Asagoe Saori Obata   | -                            | -                          | 2e tour (1/16) A. Rodionova   | B. Schett P. Schnyder      | -                             | -                       |
| 2005  | 1er tour (1/32) D. Dominikovic | L. Davenport C. Morariu | -                            | -                          | 2e tour (1/16) Aiko Nakamura  | S. Asagoe K. Srebotnik     | -                             | -                       |
| 2007  | 1er tour (1/32) M. Adamczak    | Yan Zi Zheng Jie        | -                            | -                          | -                             | -                          | -                             | -                       |

Sous le résultat, la partenaire ; à droite, l’ultime équipe adverse.

### En double mixte
| Année | Open d'Australie              | Open d'Australie            | Internationaux de France | Internationaux de France | Wimbledon                  | Wimbledon                 | US Open | US Open |
| ----- | ----------------------------- | --------------------------- | ------------------------ | ------------------------ | -------------------------- | ------------------------- | ------- | ------- |
| 2002  | 2e tour (1/8) Ben Ellwood     | D. Hantuchová Kevin Ullyett | -                        | -                        | 2e tour (1/16) Ben Ellwood | Els Callens Robbie Koenig | -       | -       |
| 2003  | 2e tour (1/8) Nathan Healey   | Tulyaganova M. Bhupathi     | -                        | -                        | -                          | -                         | -       | -       |
| 2005  | 1er tour (1/16) Nathan Healey | Nicole Pratt Pavel Vízner   | -                        | -                        | -                          | -                         | -       | -       |

Sous le résultat, le partenaire ; à droite, l’ultime équipe adverse.

## Parcours en Fed Cup
| #                                                                  | Date       | Lieu       | Surface      | Gagnante(s)                       | Perdante(s)                       | Score         |          |
|                                                                    |            |            |              |                                   |                                   |               |          |
| 2001 - 1er tour (groupe mondial) - Australie - Autriche - 5 : 0    |            |            |              |                                   |                                   |               |          |
| 1                                                                  | 28/04/2001 | Adélaïde   | Herbe (ext.) | Evie Dominikovic Rachel McQuillan | Marion Maruska Patricia Wartusch  | 6-4, 7-5      | Parcours |
|                                                                    |            |            |              |                                   |                                   |               |          |
| 2001 - 1/4 de finale (groupe mondial) - Australie - Suisse - 4 : 1 |            |            |              |                                   |                                   |               |          |
| 2                                                                  | 21/07/2001 | Sydney     | Herbe (ext.) | Evie Dominikovic Rachel McQuillan | Daniela Casanova Aliénor Tricerri | 6-3, 6-3      | Parcours |
|                                                                    |            |            |              |                                   |                                   |               |          |
| 2001 - Round robin (groupe mondial) - Espagne - Australie - 3 : 0  |            |            |              |                                   |                                   |               |          |
| 3                                                                  | 07/11/2001 | Madrid     | Terre (int.) | Gala León García Virginia Ruano   | Evie Dominikovic Rachel McQuillan | 7-5, 6-4      | Parcours |
|                                                                    |            |            |              |                                   |                                   |               |          |
| 2002 - Barrage (groupe mondial I) - Australie - Pays-Bas - 3 : 2   |            |            |              |                                   |                                   |               |          |
| 4                                                                  | 20/07/2002 | Wollongong | Dur (int.)   | Miriam Oremans                    | Evie Dominikovic                  | 6-4, 6-3      | Parcours |
| 4                                                                  | 20/07/2002 | Wollongong | Dur (int.)   | Kristie Boogert                   | Evie Dominikovic                  | 7-5, 5-7, 6-1 | Parcours |

## Classements WTA en fin de saison

### En simple
| Année | 1996 | 1997 | 1998 | 1999 | 2000 | 2001 | 2002 | 2003 | 2004 | 2005 |
| Rang  | 349  | 186  | 189  | 160  | 145  | 73   | 119  | 130  | 153  | 153  |

Source : (en) « Classements de Evie Dominikovic », sur le site officiel du WTA Tour

### En double
| Année | 1996 | 1997 | 1998 | 1999 | 2000 | 2001 | 2002 | 2003 | 2004 | 2005 |
| Rang  | 847  | 436  | 289  | 213  | 150  | 59   | 96   | 91   | 139  | 169  |

Source : (en) « Classements de Evie Dominikovic », sur le site officiel du WTA Tour